# Guilhabert de Castres
Guilhabert de Castres, obispo cátaro de Tolosa nacido en Castres, era el más célebre perfecto de Occitania. 
El 1193 se instala en Fanjeaux, donde tuvo acalorados debates con el teólogo Domingo de Guzmán que también fijo su residencia en Fanjeaux. En el 1207 en la villa de Montréal hubo una conferencia entre cátaros y católicos, entre los que reprensentaron a los cátaros estaba Guilhabert de Castres, y entre los que representaron a los católicos estaba Domingo de Guzmán y Pierre de Castelnau. En el año 1226, creó en Pieusse, el obispado de Rasez.
En el año 1232 con la llegada de la cruzada albigense, se repliega al Castillo de Montségur, donde fue acogido por Ramón de Perella, desde ese momento Montsegur será la sede de la iglesia cátara. 

ad hoc ut in ipso castro posset ecclesia hereticorum habere domicilium et caput et inde possent transmittere et diffundere predicatores suos.

Desde su refugio en el castillo, dirigió el catarismo de la región durante la primera mitad del siglo XIII.
Así como su sucesor, su hijo mayor Bertran Martí, su acción incansable de viajes por la región, escabullendo el peligro que siempre suponía la inquisición, fue fundamental en la extensión del catarismo en el Languedoc.
- Datos: Q1342242